# Нетёсовка
Нетёсовка (укр. Нетесівка) — село, Залелиевский сельский совет, Царичанский район, Днепропетровская область, Украина.
Код КОАТУУ — 1225681105. Население по переписи 2001 года составляло 286 человек.

## Географическое положение
Село Нетёсовка находится в 2-х км от села Залелия и в 4-х км от села Ляшковка.